# برايان باتريك كلارك
برايان باتريك كلارك (بالإنجليزية: Brian Patrick Clarke)‏ هو ممثل أمريكي، ولد في 1 أغسطس 1952 في الولايات المتحدة.

## وصلات خارجية
- برايان باتريك كلارك على موقع IMDb (الإنجليزية)
- برايان باتريك كلارك على موقع أول موفي (الإنجليزية)
- برايان باتريك كلارك على موقع قاعدة بيانات الفيلم (الإنجليزية)